# Environs de Honfleur, neige
Environs de Honfleur, neige est un tableau réalisé par le peintre français Claude Monet en 1867. 
Cette huile sur toile est un paysage hivernal qui représente une route enneigée à Honfleur, dans le Calvados. Sa composition s'agence autour d'un horizon arboré plongeant vers la droite, où l'on remarque une ferme. Vendue à Drouot en 1900, l'œuvre est achetée par André Schoeller en 1932. Donnée sous réserve d'usufruit en 1961, elle est conservée depuis 1977 au musée du Louvre, à Paris.
Une peinture comparable de la main de Monet se trouve au musée d'Orsay sous le titre La Charrette, route sous la neige à Honfleur.

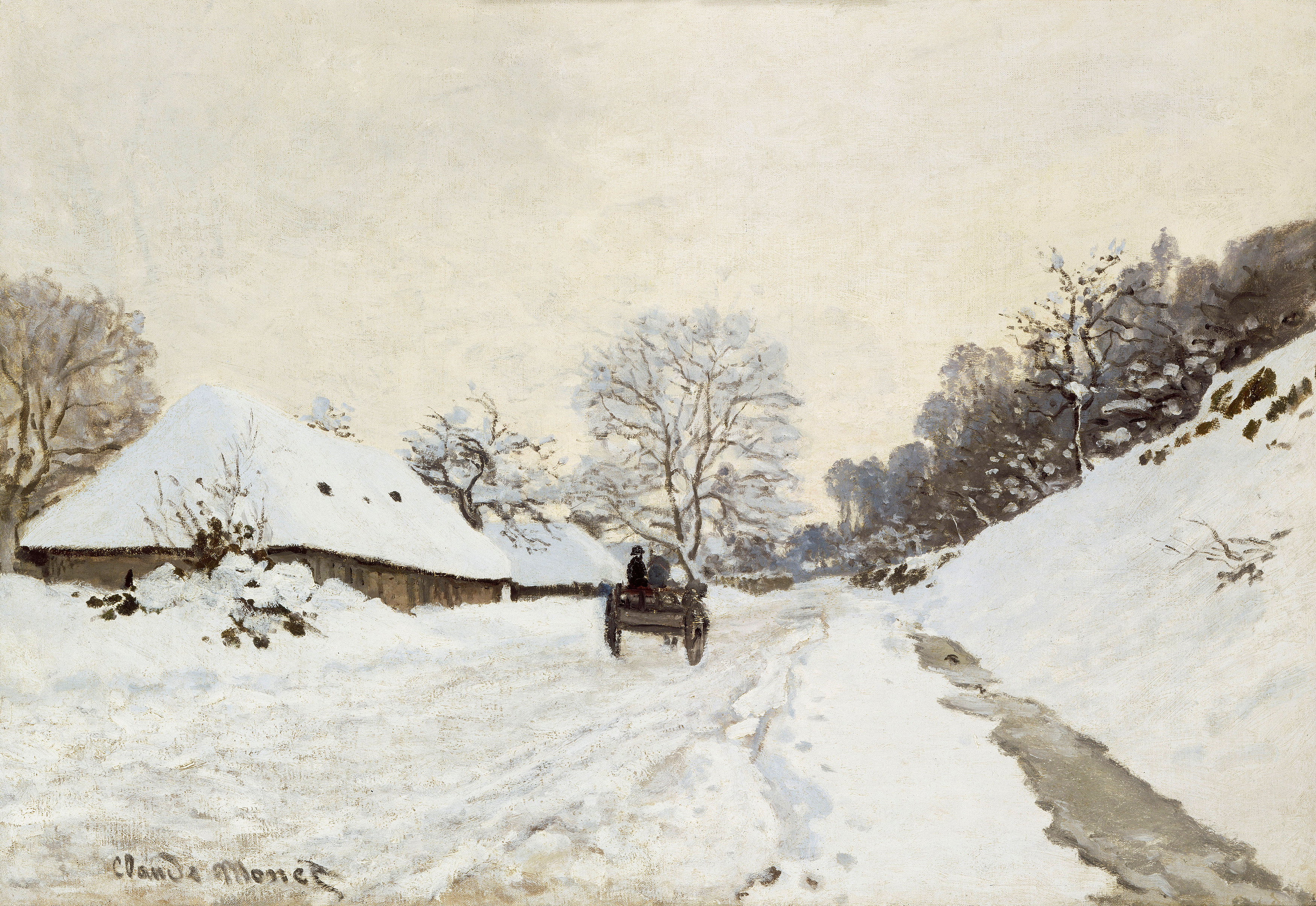
La Charrette, route sous la neige à Honfleur, vers 1867 – Musée d'Orsay, Paris.